# ツール・ド・フランス1923
ツール・ド・フランス1923は、ツール・ド・フランスとしては17回目の大会。1923年6月24日から7月22日まで、全15ステージ、全行程5386kmで行われた。

## 総合成績
| 順位 | 選手名                     | 国籍     | 時間            |
| ---- | -------------------------- | -------- | --------------- |
| 1    | アンリ・ペリシエ           | フランス | 222時間15分30秒 |
| 2    | オッタヴィオ・ボテッキア   | イタリア | +30分41秒       |
| 3    | ロマン・ベランジェ         | フランス | +1時間04分43秒  |
| 4    | エクトール・ティベルジアン | ベルギー | +1時間29分16秒  |
| 5    | アルセーヌ・アランクール   | フランス | +2時間06分40秒  |
| 6    | アンリ・コレ               | スイス   | +2時間28分43秒  |
| 7    | レオン・デポンタン         | ベルギー | +2時間39分49秒  |
| 8    | ルシアン・ビュイス         | ベルギー | +2時間40分11秒  |
| 9    | ウジェーヌ・デール         | フランス | +2時間59分09秒  |
| 10   | マルセル・ユオ             | フランス | +3時間16分56秒  |

### マイヨ・ジョーヌ保持者
| 選手名                   | 国籍     | 首位区間         |
| ------------------------ | -------- | ---------------- |
| ロベール・ジャッキノー   | フランス | 第1              |
| オッタヴィオ・ボテッキア | イタリア | 第2-第3、第6-第9 |
| ロマン・ベランジェ       | フランス | 第4-第5          |
| アンリ・ペリシエ         | フランス | 第10-最終        |